# Kurt Bennewitz (Widerstandskämpfer)
Kurt Bennewitz (* 10. Juni 1902 in Eilenburg; † 1945 am Loiblpass) war ein kommunistischer Widerstandskämpfer gegen den Nationalsozialismus.

## Leben
Kurt Bennewitz wurde in der Karlstraße in Eilenburg als Sohn eines Zimmermanns geboren. Seine Mutter war Hausfrau. 1916 trat er eine Ausbildung zum Dreher bei dem Maschinenbauer Bernhardi & Sohn in Eilenburg an und begann im selben Jahr, sich gewerkschaftlich im Deutschen Metallarbeiter-Verband zu engagieren. Während seiner Lehrzeit wurde er innerhalb der Arbeitersportbewegung Mitglied der Sportvereinigung Vorwärts, der er bis 1928 angehörte und in der er unter anderem organisatorische Aufgaben wahrnahm und als Angehöriger der „Zentralleitung der Kampfgemeinschaft“ auch politisch aktiv wurde.
Nach der „Machtergreifung“ durch die Nationalsozialisten war Bennewitz maßgeblich am Aufbau und der Organisation der Kampfgemeinschaft für Rote Sporteinheit in Eilenburg beteiligt, die neben der illegalen Widerstandsorganisation der KPD an lokalen Widerstandsaktionen wie der Herstellung und Verbreitung von Flugblättern und weiteren Schriften sowie der finanziellen Unterstützung für politische „Schutzhäftlinge“ beteiligt war. Sowohl die KPD als auch die Gestapo erwähnten 1933/1934 in ihren Berichten die Eilenburger „Rote Sporteinheit“ als gut organisierte Widerstandsgruppe. Anlässlich der illegalen Maifeier 1933 wurde Bennewitz Mitglied der KPD.
Die nun intensivierten Ermittlungen der Gestapo führten am 11. Juni 1934 zur Verhaftung von Bennewitz und über einhundert Weiteren, die nun in die Untersuchungshaftanstalt Torgau verbracht wurden. Im April 1935 fand vor dem V. Strafsenat des Kammergerichts in Berlin der Prozess „Bennewitz und Genossen“ statt, in dem er und 23 weitere Eilenburger „Rot“-Sportler und Kommunisten der Vorbereitung des Hochverrats angeklagt wurden. Als Hauptangeklagter erhielt Bennewitz eine Strafe von fünf Jahren Zuchthaus und wurde während seiner Haftzeit zur Arbeit im KZ Esterwegen gezwungen. 1939 wurde Bennewitz aus der Haft entlassen, musste sich jedoch täglich bei der Gestapo melden. Zunächst als „wehrunwürdig“ eingestuft, wurde Bennewitz 1943 der Strafdivision 999 zugeordnet und später Soldat des V. Festungsinfanteriebataillons auf der griechischen Insel Limnos. Da Kurt Bennewitz Kurier im Bataillon war, verfügte er über aktuelle Informationen, auf dem Rückzug der Wehrmacht betrieb Bennewitz öffentliche Antikriegspropaganda und forderte die Soldaten zur Meuterei auf. Auf der Flucht wurde Bennewitz am Loiblpass von der SS gestellt und vor Kriegsende ermordet.

## Rezeption
Das Schaffen Kurt Bennewitz' wurde in der DDR als vorbildlich kommunistisch und heldenhaft dargestellt. So wurde er in einer Publikation der Eilenburger SED-Kreisleitung folgendermaßen charakterisiert:

„Er starb für die gerechte Sache der Arbeiterklasse und die Befreiung des deutschen Volkes. Er war immer standhaft und vom Sieg seiner Klasse überzeugt. So werden wir ihn in Erinnerung behalten.“

Auf Grundlage dieser geschichtlichen Einordnung wurde Bennewitz zur lokalen Identifikationsfigur für den kommunistischen Widerstand gegen den Nationalsozialismus stilisiert. Seine damalige Verehrung spiegelt sich in der Behandlung in zahlreichen regionalgeschichtlichen Publikationen wider. 1953 erhielt das Sportstadion des Eilenburger Celluloid-Werkes seinen Namen verliehen, seit 1971 trug die Unteroffizierschule II der NVA in der Eilenburger Kaserne (ab 1979 in Delitzsch, seit 1986 als Ausbildungszentrum 17) den Ehrennamen Kurt Bennewitz, wie auch zahlreiche Arbeitskollektive in Eilenburg. Auch wurde in Eilenburg eine Straße nach ihm benannt.
Seit der Wiedervereinigung findet eine Erinnerung an Bennewitz kaum mehr statt, in regionalgeschichtlichen Veröffentlichungen wird er kaum noch erwähnt. 2004 wurde das Kurt-Bennewitz-Stadion aufgegeben, nachdem es vom Hochwasser 2002 schwer getroffen wurde. Das danach eröffnete Nachwuchszentrum des FC Eilenburg heißt heute Sparkassen-Fußballzentrum. Weiterhin heißt die Hauptstraße im Eilenburger Ortsteil Wedelwitz Kurt-Bennewitz-Straße.